# Мельно (гміна)
Гміна Мельно (пол. Gmina Mielno) — місько-сільська гміна у північно-західній Польщі. Належить до Кошалінського повіту Західнопоморського воєводства.

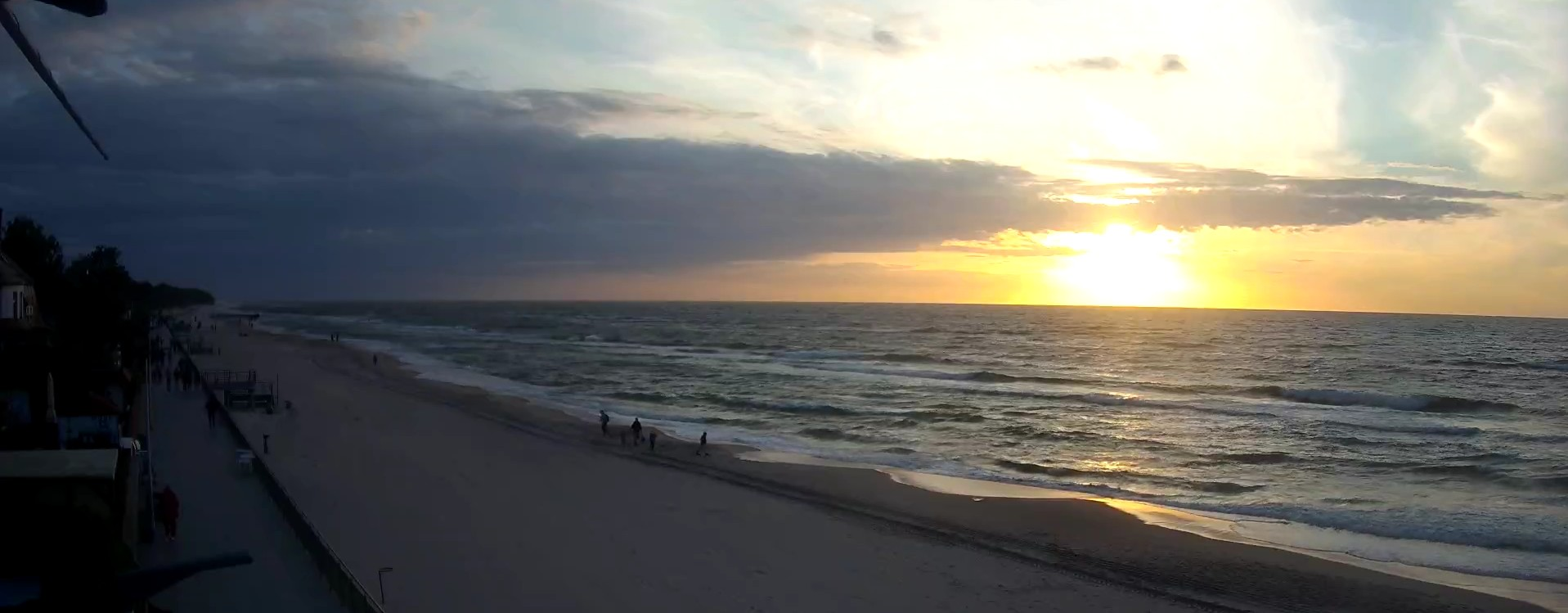

Станом на 31 грудня 2011 у гміні проживало 5103 особи.

## Територія
Згідно з даними за 2007 рік площа гміни становила 62.54 км², у тому числі:
- орні землі: 34.00%
- ліси: 10.00%

Таким чином, площа гміни становить 3.75% площі повіту.

## Населення
Станом на 31 грудня 2011:
| Опис     | Загалом | Загалом | Чоловіки | Чоловіки | Жінки | Жінки |
| -------- | ------- | ------- | -------- | -------- | ----- | ----- |
| одиниця  | осіб    | %       | осіб     | %        | осіб  | %     |
| все      | 5103    | 100     | 2485     | 48.70    | 2618  | 51.30 |
| міське   | 0       | 100     | 0        |          | 0     |       |
| сільське | 5103    | 100     | 2485     | 48.70    | 2618  | 51.30 |

## Сусідні гміни
Гміна Мельно межує з такими гмінами: Бендзіно, Дарлово, Сянув.